# Inta
Inta è una città della Russia di circa 19 000 abitanti, nella Repubblica dei Comi, nata come campo di lavoro forzato (gulag) ai tempi dell'Unione Sovietica. La città dista 2.000 chilometri da Mosca, 608 chilometri da Syktyvkar e 268 chilometri da Vorkuta, ed è servita da un aeroporto. 

## Quartieri
- Verchnjaja Inta (2095 abitanti)

## Popolazione
Inta negli ultimi anni ha avuto un grande calo demografico. Ecco i dati del censimento:
- 1959 - 45.200
- 1970 - 50.200
- 1979 - 50.800
- 1989 - 60.200
- 2002 - 41.200
- 2018 - 25.444
- 2024 - 19.372